# HŠK Olympia Zagreb
Hrvatski športski klub Olympia Zagreb bio je hrvatski sportski klub iz Zagreba.
Različito se navodi da je klub osnovan tijekom kolovoza 1920. i 11. svibnja 1921. Osnovali su ga Josip Biterski i Nikola Biterski, Milan Leonhart i Ignatz Leonhart pod nazivom Šport klub Olympia Kustošija. Kustošija je tada bila odvojeno mjesto od Zagreba. U početku je imao jedino nogometnu sekciju.
Svoju prvu utakmicu odigrao je s klubom ŠK Okić Samobor koji je poražen 12:0.
Primljen je u Jugoslavenski nogometni savez 4. lipnja 1921. Prvu sezonu započeo je u III. razredu prvenstva Zagrebačkog nogometnog podsaveza 1921./22.
Budući da je većina igrača bila iz Zagreba, na godišnjoj klupskoj skupštini 13. siječnja 1924. odlučeno je da klub promijeni ime u HŠK Olympia Zagreb te sjedište u Zagreb, na adresi Ciglanu 18 (današnja Klaićeva ulica).
Hazenaška sekcija djelovala je od proljeća do jeseni 1924. Također je postojala šahovska sekcija.
Olympia i Trgovački se tijekom ljeta 1941. spajaju s HŠK Grič u zajednički klub imena HTŠK Grič.
Klupska adresa 1925. bila je Vinogradska cesta 35a, sjeverno od KBC Sestre milosrdnice. Klupske boje 1932. bile su bijela i plava.

## Razredi po sezonama
Izvor:
- 1921./22.: III. razred
- 1923.: III. razred
- 1923./24.: III. B razred
- 1924./25.: III. B razred
- 1925./26.: II. B razred
- 1926./27.: II. B razred
- 1927./28.: II. B razred
- 1928./29.: III. razred
- 1929./30.: III. razred
- 1930./31.: III. razred
- 1931./32.: II. razred
- 1932./33.: II. razred
- 1933./34.: II. razred
- 1934./35.: II. razred
- 1935./36.: II. razred
- 1936./37.: I. B razred
- 1937./38.: I. B razed
- 1938./39.: I. B razred
- 1939./40.: I. B razred
- 1940./41.: III. razred